# Mistrzostwa świata w scrabble
Mistrzostwa świata w scrabble – turniej rangi międzynarodowej, mający na celu wyłonienie najlepszego na świecie gracza w scrabble anglojęzyczne.

## Historia
Pierwsza edycja odbyła się w 1991 roku w Londynie. Pierwszym sponsorem była firma Spears. Pula nagród wynosiła 19 000 dolarów, z czego 10 000 dolarów otrzymał zwycięzca, Peter Morris. W 2013 roku wprowadzono turniej o nazwie Scrabble Champions Tournament, który miał miejsce także rok później, wówczas w formacie open. Następnie zawody organizowano jako MSI World Championships, zanim praw do organizacji mistrzostw nie przejął World English-Language Scrabble Players’ Association.

## Zwycięzcy
Źródło: WESPA
| Rok  | Miejsce                       | Mistrz              | Wicemistrz             |
| ---- | ----------------------------- | ------------------- | ---------------------- |
| 1991 | Londyn, Wielka Brytania       | Peter Morris        | Brian Cappelletto      |
| 1993 | Nowy Jork, Stany Zjednoczone  | Mark Nyman          | Joel Wapnick           |
| 1995 | Londyn, Wielka Brytania       | David Boys          | Joel Sherman           |
| 1997 | Waszyngton, Stany Zjednoczone | Joel Sherman        | Matt Graham            |
| 1999 | Melbourne, Australia          | Joel Wapnick        | Mark Nyman             |
| 2001 | Las Vegas, Stany Zjednoczone  | Brian Cappelletto   | Joel Wapnick           |
| 2003 | Kuala Lumpur, Malezja         | Panupol Sujjayakorn | Pakorn Nemitrmansuk    |
| 2005 | Londyn, Wielka Brytania       | Adam Logan          | Pakorn Nemitrmansuk    |
| 2007 | Mumbaj, Indie                 | Nigel Richards      | Ganesh Asirvatham      |
| 2009 | Johor Bahru, Malezja          | Pakorn Nemitrmansuk | Nigel Richards         |
| 2011 | Warszawa, Polska              | Nigel Richards      | Andrew Fisher          |
| 2013 | Praga, Czechy                 | Nigel Richards      | Komol Panyasophonlert  |
| 2014 | Londyn, Wielka Brytania       | Craig Beevers       | Chris Lipe             |
| 2015 | Perth, Australia              | Wellington Jighere  | Lewis Mackay           |
| 2016 | Lille, Francja                | Brett Smitheram     | Mark Nyman             |
| 2017 | Nottingham, Wielka Brytania   | David Eldar         | Harshan Lamabadusuriya |
| 2018 | Torquay, Wielka Brytania      | Nigel Richards      | Jesse Day              |
| 2019 | Torquay, Wielka Brytania      | Nigel Richards      | David Eldar            |
| 2023 | Las Vegas, Stany Zjednoczone  | David Eldar         | Harshan Lamabadusuriya |